# سرور بن فروان
سرور بن فروان أحد أتباع حاكم الكويت الشيخ أحمد الجابر الصباح الحاكم العاشر وإليه تنسب منطقة الفروانية.

## النشأة
كان سرور بن فروان من الإخوان القاطنين في هجرة الأرطاوية وهو ينتمي إلى الرخمان من الموهة من مطير وخاله هو شيخ قبيلة مطير وأحد زعماء حركة الإخوان فيصل بن سلطان الدويش. ضبطه الإخوان يدخن وكان التدخين مجرّما في نجد آنذاك فتم جلده. ونتيجة لذلك هاجر عن الأرطاوية وأخبر أهله أنه سيغادر إلى الإحساء وسيعود بعد أيام.

## الهجرة إلى الكويت
لجأ سرور بن فروان إلى بني عمه في الكويت حيث كان ثويران أبو صفرة الرخيمي أحد أتباع الشيخ أحمد الجابر الصباح. وأبلغ ثويران أحمد الجابر بخبر سرور بن فروان فأمر أن يحضر سرور ليقابله وبعد أن مقابلته أمر الشيخ أحمد الجابر بتقيده ضمن اتباعه ومنحه بندقية وذخيرة وراتبا شهريا.
تمكن سرور بن فروان من امتلاك رأس المال اللازم لشراء قطيع من الأغنام وبنى له عشة (كوخ) في موضع في البادية جنوب الكويت وجلب أهله من الأرطاوية. وقد جاءه عبد الله بن وهيب أحد تجار الغنم في الكويت وعهد إلى سرور بأغنامه ليرعاها مقابل مبلغ نقدي كإيجار.

## حفر البئر
اتفق سرور بن فروان مع عبد الله بن وهيب على حفر بئر بالمنطقة وبعد حفر البئر عام 1941 تبين أن ماءه عذب. ثم تنازع كل منهما على البئر وأدعى كل منهما ملكيته للبئر عند الشيخ عبد الله الجابر الصباح الذي قام بتحويلهم إلى 4 من قضاة الكويت الذين أصدروا حكمهم بأحقية سرور بن فروان بالبئر ومنعوا عبد الله بن وهيب من وروده وعرفت المنطقة بالفروانية وقد عمرت بعد اكتشاف النفط وتصديره.